# Platymantis
Platymantis – rodzaj płazów bezogonowych z podrodziny Ceratobatrachinae w rodzinie Ceratobatrachidae.

## Zasięg występowania
Rodzaj obejmuje gatunki występujące endemicznie na Filipinach.

## Systematyka

### Etymologia
- Platymantis: gr. πλατυς platus „szeroki, płaski”[7]; μαντις mantis, μαντεως manteōs „prorok” (tj. żaba drzewna)[8].
- Lahatnanguri: tagalski lahat ng uri „wszystkie rodzaje, każdy typ”[3]. Gatunek typowy: Platymantis levigatus Brown & Alcala, 1974 (opisany jako podrodzaj Platymantis).
- Tirahanulap: tagalski tumira (odmiana tirahan) „zamieszkiwać, przebywać”; ulap „chmura”[4]. Gatunek typowy: Philautus hazelae Taylor, 1920 (opisany jako podrodzaj Platymantis).
- Tahananpuno: tagalski tahanan „zajmować”; puno „drzewo”[4]. Gatunek typowy: Cornufer guentheri Boulenger, 1882 (opisany jako podrodzaj Platymantis).
- Lupacolus: tagalski lupa „ziemia, grunt”; łac. -cola „mieszkaniec”, od colere „zamieszkiwać”[5]. Gatunek typowy: Cornufer dorsalis A.M.C. Duméril, 1853 (opisany jako podrodzaj Platymantis).

### Podział systematyczny
Do rodzaju należą następujące gatunki:

- Platymantis banahao Brown, Alcala, Diesmos & Alcala, 1997
- Platymantis bayani Siler, Alcala, Diesmos & Brown, 2009
- Platymantis biak Siler, Diesmos, Linkem, Diesmos & Brown, 2010
- Platymantis cagayanensis Brown, Alcala & Diesmos, 1999
- Platymantis cornutus (Taylor, 1922)
- Platymantis corrugatus (A.M.C. Duméril, 1853)
- Platymantis diesmosi Brown & Gonzalez, 2007
- Platymantis dorsalis (Duméril, 1853)
- Platymantis guentheri (Boulenger, 1882)
- Platymantis hazelae (Taylor, 1920)
- Platymantis indeprensus Brown, Alcala & Diesmos, 1999
- Platymantis insulatus Brown & Alcala, 1970
- Platymantis isarog Brown, Brown, Alcala & Frost, 1997
- Platymantis lawtoni Brown & Alcala, 1974
- Platymantis levigatus Brown & Alcala, 1974
- Platymantis luzonensis Brown, Alcala, Diesmos & Alcala, 1997
- Platymantis mimulus Brown, Alcala & Diesmos, 1997
- Platymantis montanus (Taylor, 1922)
- Platymantis naomii Alcala, Brown & Diesmos, 1998
- Platymantis navjoti Diesmos, Scheffers, Mallari, Siler & Brown, 2020
- Platymantis negrosensis Brown, Alcala, Diesmos & Alcala, 1997
- Platymantis paengi Siler, Linkem, Diesmos & Alcala, 2007
- Platymantis panayensis Brown, Brown & Alcala, 1997
- Platymantis polillensis (Taylor, 1922)
- Platymantis pseudodorsalis Brown, Alcala & Diesmos, 1999
- Platymantis pygmaeus Alcala, Brown & Diesmos, 1998
- Platymantis quezoni Brown, De Layola, Lorenzo, Diesmos & Diesmos, 2015
- Platymantis rabori Brown, Alcala, Diesmos & Alcala, 1997
- Platymantis sierramadrensis Brown, Alcala, Ong & Diesmos, 1999
- Platymantis spelaeus Brown & Alcala, 1982
- Platymantis subterrestris (Taylor, 1922)
- Platymantis taylori Brown, Alcala & Diesmos, 1999